# Бекетовка (Вешкаймський район)
Бекетовка (рос. Бекетовка) — село в Вешкаймському районі Ульяновської області Російської Федерації.
Населення становить 1225 осіб. Входить до складу муніципального утворення Бекетовське сільське поселення.

## Історія
Від 2004 року входить до складу муніципального утворення Бекетовське сільське поселення.

## Населення
| 2010 |
| ---- |
| 1225 |